# Phacellus dejeanii
Phacellus dejeanii là một loài bọ cánh cứng trong họ Cerambycidae.